# Jean-François Soucasse
Jean-François Soucasse est un footballeur français né le 1er août 1972 à Toulouse dans le département de la Haute-Garonne. Il évolue au poste de milieu de terrain défensif du début des années 1990 au début des années 2000. 
Formé au Toulouse FC, il joue ensuite à l'AS Saint-Étienne puis au Perpignan FC, et finit sa carrière au Nîmes Olympique.
Il est président exécutif de l'AS Saint-Étienne depuis juillet 2021.

## Biographie
Jean-François Soucasse commence le football dans le club de son village de naissance Lherm puis, rejoint le AS Muret où il effectue sa formation. En 1990, il intègre l'équipe de France juniors et, l'année suivante, rejoint les rangs du centre de formation du Toulouse FC.
Il fait ses débuts en équipe première avec le club toulousain la même année, à l'âge de 19 ans. L'entraîneur Victor Zvunka le titularise au milieu de terrain lors de la rencontre disputée au stade Louis-II face à l'AS Monaco dans un match comptant pour la treizième journée du championnat. Les Toulousains l'emportent sur le score de deux buts à zéro, un doublé d'Anthony Bancarel. Il s'impose alors dans l'équipe-type au poste de milieu de terrain défensif et, il est appelé par Marc Bourrier en équipe de France espoirs, le 19 février 1992, pour un match contre le Portugal qui se termine sur une défaite à l'extérieur un but à zéro. Il entre en jeu à la mi-temps en remplacement de Serge Blanc. Il est ensuite sélectionné pour disputer le Tournoi de Toulon où il termine troisième avec les « Bleuets ». Peu utilisé les deux saisons suivantes, il retrouve une place de titulaire à la suite de la relégation des Toulousains en Division 2 en 1994.
L'année suivante, le TFC étant en déficit, il est transféré à l'AS Saint-Étienne où il signe un contrat de cinq ans. Il retrouve alors la Division 1 mais le club est relégué en fin de saison. Il est alors prêté une saison au Perpignan FC, où il inscrit ses deux seuls buts en professionnel. De retour à l'ASSE, il dispute la saison 1997-1998 en tant que titulaire. En fin de saison, le club rompt son contrat et Jean-François Soucasse rejoint alors le Nîmes Olympique en cours de saison 1998-1999. Après une autre saison dans le club nîmois, il arrête sa carrière professionnelle à vingt-neuf ans malgré des contacts avec d'autres clubs.
Il reprend alors ses études et obtient un master de gestion des métiers du sport à l’université Paul-Sabatier. Il effectue son stage de fin d'étude au TFC puis, devient en 2001 directeur du centre de formation. En 2004, il est nommé directeur général adjoint puis, après quatre ans à ce poste, il devient directeur général du club,.
En janvier 2021, il devient directeur général des services de l'AS Saint-Étienne et en juillet de la même année, il est nommé président exécutif du club.

## Palmarès
Jean-François Soucasse dispute 68 rencontres en Division 1 et 139 en Division 2 où il inscrit deux buts.
Il est sélectionné en équipe de France juniors puis à quatre reprises en équipe de France espoirs. Avec cette équipe, il termine troisième du Tournoi de Toulon en 1992.

## Statistiques
Le tableau ci-dessous résume les statistiques en match officiel de Jean-François Soucasse durant sa carrière de joueur professionnel,.
| Saison                | Club                  | Championnat           | Championnat | Championnat | Coupe nationale | Coupe nationale | Coupe de la Ligue | Coupe de la Ligue | Sélection      | Sélection | Sélection | Total | Total |
| Saison                | Club                  | Division              | M.          | B.          | M.              | B.              | M.                | B.                | Équipe         | M.        | B.        | M.    | B.    |
| 1991-1992             | Toulouse FC           | Division 1            | 20          | 0           | 1               | 0               | -                 | -                 | France espoirs | 4         | 0         | 25    | 0     |
| 1992-1993             | Toulouse FC           | Division 1            | 12          | 0           | 1               | 0               | -                 | -                 | -              | -         | -         | 13    | 0     |
| 1993-1994             | Toulouse FC           | Division 1            | 13          | 0           | -               | -               | -                 | -                 | -              | -         | -         | 13    | 0     |
| 1994-1995             | Toulouse FC           | Division 2            | 31          | 0           | -               | -               | 3                 | 0                 | -              | -         | -         | 34    | 0     |
| 1995-1996             | AS Saint-Étienne      | Division 1            | 23          | 0           | 2               | 0               | -                 | -                 | -              | -         | -         | 25    | 0     |
| 1996-1997             | Perpignan FC (prêt)   | Division 2            | 30          | 2           | -               | -               | -                 | -                 | -              | -         | -         | 30    | 2     |
| 1997-1998             | AS Saint-Étienne      | Division 2            | 30          | 0           | -               | -               | -                 | -                 | -              | -         | -         | 30    | 0     |
| 1998-1999             | Nîmes Olympique       | Division 2            | 14          | 0           | 5               | 0               | -                 | -                 | -              | -         | -         | 19    | 0     |
| 1999-2000             | Nîmes Olympique       | Division 2            | 34          | 0           | 4               | 0               | 1                 | 0                 | -              | -         | -         | 39    | 0     |
| Total sur la carrière | Total sur la carrière | Total sur la carrière | 207         | 2           | 13              | 0               | 4                 | 0                 | -              | 4         | 0         | 228   | 2     |